# Ksiloglukan 6-ksiloziltransferaza
Ksiloglukan 6-ksiloziltransferaza (EC 2.4.2.39, uridin difosfoksiloza-ksiloglukan 6 alfa-ksiloziltransferaza, ksiloglukan 6-alfa-D-ksiloziltransferaza, UDP-D-ksiloza:ksiloglukan 1,6-alfa-D-ksiloziltransferaza) je enzim sa sistematskim imenom UDP-D-ksiloza:ksiloglukan 6-alfa--ksiloziltransferaza. Ovaj enzim katalizuje sledeću hemijsku reakciju
Prenosi alfa-D-ksilozilni ostatak sa UDP-D-ksiloze na glukozni ostatak u ksiloglukanu, formira alfa-(1->6)-D-ksilozil-D-glukoznu vezu
Zajedno sa enzimom EC 2.4.1.168 (ksiloglukan 4-glukoziltransferazom), ovaj enzim posreduje sintezu ksiloglukana.

## Literatura
- Nicholas C. Price; Lewis Stevens (1999). Fundamentals of Enzymology: The Cell and Molecular Biology of Catalytic Proteins (Third изд.). USA: Oxford University Press. ISBN 019850229X.
- Eric J. Toone (2006). Advances in Enzymology and Related Areas of Molecular Biology, Protein Evolution (Volume 75 изд.). Wiley-Interscience. ISBN 0471205036.
- Branden C; Tooze J. Introduction to Protein Structure. New York, NY: Garland Publishing. ISBN 0-8153-2305-0.
- Irwin H. Segel. Enzyme Kinetics: Behavior and Analysis of Rapid Equilibrium and Steady-State Enzyme Systems (Book 44 изд.). Wiley Classics Library. ISBN 0471303097.
- William P. Jencks (1987). Catalysis in Chemistry and Enzymology. Dover Publications. ISBN 0486654605.

## Spoljašnje veze
- Xyloglucan+6-xylosyltransferase на 